# Jakob Seger
Jakob Seger (* im 14. Jahrhundert; † 1456) war Priester und Offizial in Köln.
Der aus Bonn stammende Jakob Seger war Dr. leg. und Mag. art. 1441 fand er Aufnahme in die juristische Fakultät der Universität Köln und wurde zugleich Offizial des Erzbischofs von Köln, Walram von Jülich. Bereits Kanoniker an St. Georg (Köln), wurde er dort 1444 zum Stiftsdechanten gewählt und 1453 auch zum Rektor der Universität Köln.
Siehe auch: Liste der Kölner Weihbischöfe, Liste der Kölner Domherren, Liste der Kölner Generalvikare, Liste der Kölner Offiziale, Erzbistum Köln